# Santuario di Khoja Abu Nasr Parsa
Il santuario di Khoja Abu Nasr Parsa è un complesso sito nel parco centrale della città di Balkh, in Afghanistan. Si tratta di un significativo esempio di architettura timuride ed è simbolo dell'ultimo periodo di splendore che la città visse prima del suo declino.

## Descrizione
Il santuario venne costruito attorno al 1460 ed è intitolato al noto teologo Khoja Abu Nasr Parsa, che si ritirò a Balkh dopo aver servito il sultano Husayn Bayqara.
Il portale d'ingresso è fiancheggiato da due colonne ritorte e decorate con mosaici blu. Sul lato posteriore della facciata vi sono i ruderi di due minareti, mentre al di sopra vi è una cupola turchese a costoloni sormontata da un tamburo decorato con i versetti del Corano. All'interno della cupola vi è una camera ottagonale sostenuta da archi interni, e attraverso le finestre sul graticcio del tamburo filtra la luce, la quale esalta i toni rossi e blu delle decorazioni. La cupola venne restaurata a seguito di un terremoto avvenuto negli anni '90 del XX secolo.
Alla destra del santuario vi è una madrasa moderna, mentre sul lato nordest del parco giace un arco, che è ciò che resta della seicentesca madrasa di Subhan Quli Khan. Dinanzi al santuario giace la tomba rivestita di piastrelle gialle della scrittrice Rabia Balkhi.

## Descrizione di Robert Byron
Il santuario viene descritto da Robert Byron ne La via per l'Oxiana:
(Robert Byron, La via per l'Oxiana)